# NASCAR Winston Cup de 1997
A Temporada da NASCAR Winston Cup de 1997 foi a 49º edição da Nascar, com 32 etapas disputadas o campeão foi Jeff Gordon.

## Calendário
| N. | Data   | Corrida                           | Circuito                        | Vencedor       | Segundo        | Terceiro        |
| 1  | 16-feb | Daytona 500                       | Daytona International Speedway  | Jeff Gordon    | Terry Labonte  | Ricky Craven    |
| 2  | 23-feb | GM Goodwrench Service 400         | Rockingham Speedway             | Jeff Gordon    | Dale Jarrett   | Jeff Burton     |
| 3  | 2-mrt  | Pontiac Excitement 400            | Richmond International Raceway  | Rusty Wallace  | Geoff Bodine   | Dale Jarrett    |
| 4  | 9-mrt  | Primestar 500                     | Atlanta Motor Speedway          | Dale Jarrett   | Ernie Irvan    | Morgan Shepherd |
| 5  | 23-mrt | TranSouth Financial 400           | Darlington Raceway              | Dale Jarrett   | Ted Musgrave   | Jeff Gordon     |
| 6  | 6-apr  | Interstate Batteries 500          | Texas Motor Speedway            | Jeff Burton    | Dale Jarrett   | Bobby Labonte   |
| 7  | 13-apr | Food City 500                     | Bristol Motor Speedway          | Jeff Gordon    | Rusty Wallace  | Terry Labonte   |
| 8  | 20-apr | Goody's Headache Powder 500       | Martinsville Speedway           | Jeff Gordon    | Bobby Hamilton | Mark Martin     |
| 9  | 4-mei  | Save Mart Supermarkets 300        | Infineon Raceway                | Mark Martin    | Jeff Gordon    | Terry Labonte   |
| 10 | 10-mei | Winston 500                       | Talladega Superspeedway         | Mark Martin    | Dale Earnhardt | Bobby Labonte   |
| 11 | 25-mei | Coca-Cola 600                     | Charlotte Motor Speedway        | Jeff Gordon    | Rusty Wallace  | Mark Martin     |
| 12 | 1-jun  | Miller 500                        | Dover International Speedway    | Ricky Rudd     | Mark Martin    | Jeff Burton     |
| 13 | 8-jun  | Pocono 500                        | Pocono Raceway                  | Jeff Gordon    | Jeff Burton    | Dale Jarrett    |
| 14 | 15-jun | Miller 400                        | Michigan International Speedway | Ernie Irvan    | Bill Elliott   | Mark Martin     |
| 15 | 22-jun | California 500                    | California Speedway             | Jeff Gordon    | Terry Labonte  | Ricky Rudd      |
| 16 | 5-jul  | Pepsi 400                         | Daytona International Speedway  | John Andretti  | Terry Labonte  | Sterling Marlin |
| 17 | 13-jul | Jiffy Lube 300                    | New Hampshire Motor Speedway    | Jeff Burton    | Dale Earnhardt | Rusty Wallace   |
| 18 | 20-jul | Pennsylvania 500                  | Pocono Raceway                  | Dale Jarrett   | Jeff Gordon    | Jeff Burton     |
| 19 | 2-aug  | Brickyard 400                     | Indianapolis Motor Speedway     | Ricky Rudd     | Bobby Labonte  | Dale Jarrett    |
| 20 | 10-aug | The Bud At The Glen               | Watkins Glen International      | Jeff Gordon    | Geoff Bodine   | Rusty Wallace   |
| 21 | 17-aug | DeVilbiss 400                     | Michigan International Speedway | Mark Martin    | Jeff Gordon    | Ted Musgrave    |
| 22 | 23-aug | Goody's Headache Powder 500       | Bristol Motor Speedway          | Dale Jarrett   | Mark Martin    | Dick Trickle    |
| 23 | 30-aug | Mountain Dew Southern 500         | Darlington Raceway              | Jeff Gordon    | Jeff Burton    | Dale Jarrett    |
| 24 | 6-sep  | Exide NASCAR Select Batteries 400 | Richmond International Raceway  | Dale Jarrett   | Jeff Burton    | Jeff Gordon     |
| 25 | 14-sep | CMT 300                           | New Hampshire Motor Speedway    | Jeff Gordon    | Ernie Irvan    | Bobby Hamilton  |
| 26 | 21-sep | MBNA Gold 400                     | Dover International Speedway    | Mark Martin    | Dale Earnhardt | Kyle Petty      |
| 27 | 28-sep | Hanes 500                         | Martinsville Speedway           | Jeff Burton    | Dale Earnhardt | Bobby Labonte   |
| 28 | 5-okt  | UAW-GM Quality 500                | Charlotte Motor Speedway        | Dale Jarrett   | Bobby Labonte  | Dale Earnhardt  |
| 29 | 12-okt | DieHard 500                       | Talladega Superspeedway         | Terry Labonte  | Bobby Labonte  | John Andretti   |
| 30 | 27-okt | AC Delco 400                      | Rockingham Speedway             | Bobby Hamilton | Dale Jarrett   | Ricky Craven    |
| 31 | 2-nov  | Dura Lube 500                     | Phoenix International Raceway   | Dale Jarrett   | Rusty Wallace  | Bobby Hamilton  |
| 32 | 16-nov | NAPA 500                          | Atlanta Motor Speedway          | Bobby Labonte  | Dale Jarrett   | Mark Martin     |

## Classificação final - Top 10

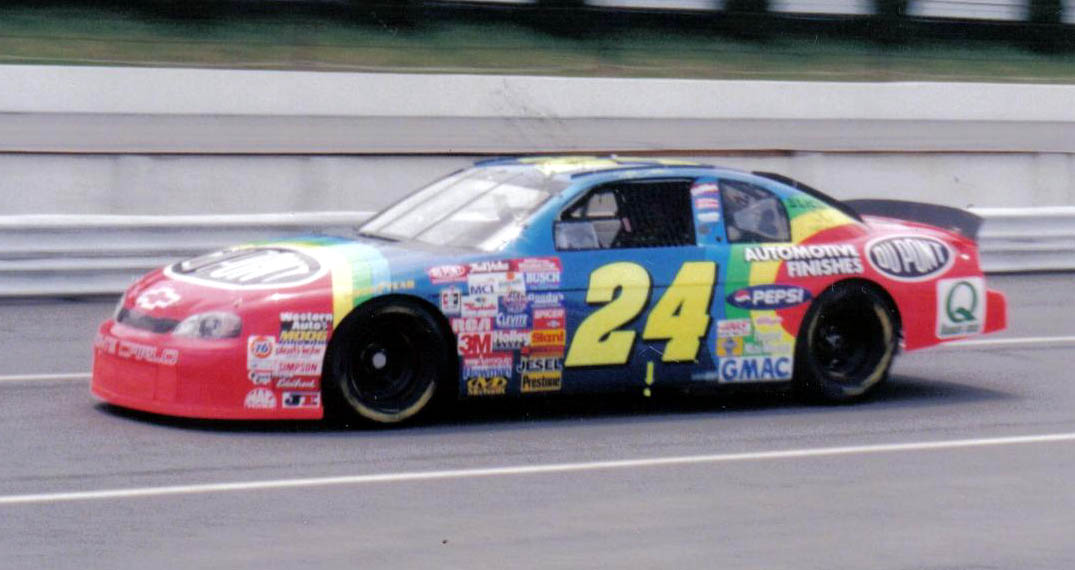
Campeão Jeff Gordon no Pocono Raceway.

| 1  | Jeff Gordon    | 4710 |
| 2  | Dale Jarrett   | 4696 |
| 3  | Mark Martin    | 4681 |
| 4  | Jeff Burton    | 4285 |
| 5  | Dale Earnhardt | 4216 |
| 6  | Terry Labonte  | 4177 |
| 7  | Bobby Labonte  | 4101 |
| 8  | Bill Elliott   | 3836 |
| 9  | Rusty Wallace  | 3598 |
| 10 | Ken Schrader   | 3576 |